# Mars Oxygen ISRU Experiment
MOXIE (Mars OXygen In situ resource utilization Experiment; en español: Experimento ISRU de Oxígeno en Marte) es un experimento de exploración tecnológica sobre la utilización de recursos in situ (ISRU) que producirá oxígeno a partir de dióxido de carbono en la atmósfera marciana (CO2) en un proceso llamado electrólisis de óxido sólido.
MOXIE representara solo el 1% de los instrumentos a bordo en un modelo a escala del planificado rover Mars 2020.  El investigador principal del instrumento MOXIE es Michael Hecht del Instituto de Tecnología de Massachusetts (MIT, por sus siglas en inglés). El Instituto Niels Bohr en la Universidad de Copenhague está colaborando con el MIT para desarrollar este prototipo.

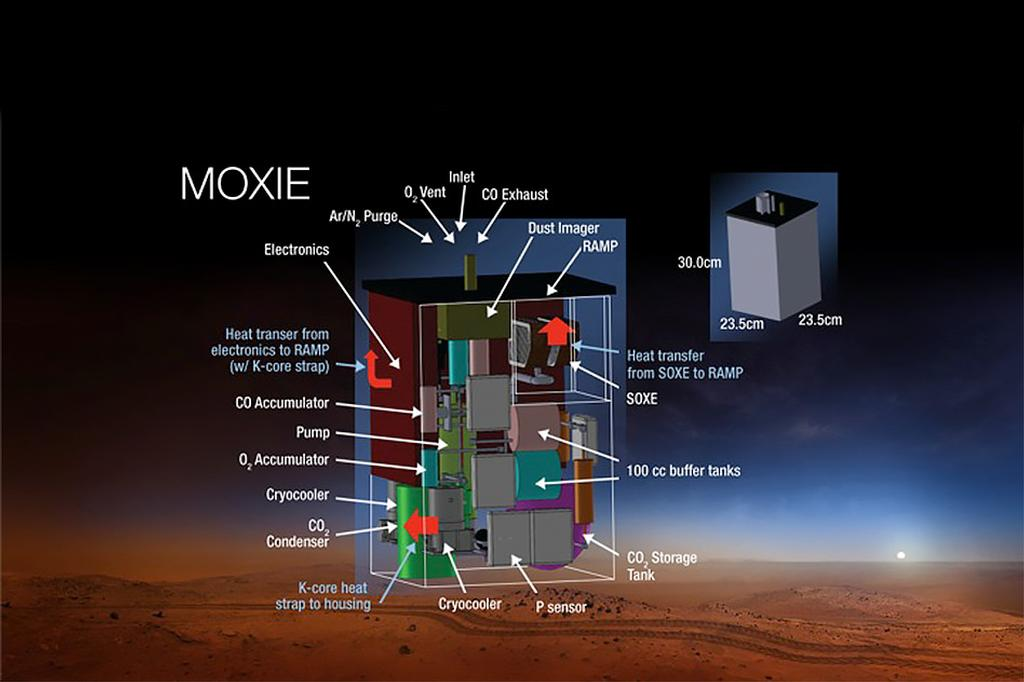
MOXIE podría generar O_{2} de CO_{2} en la atmósfera marciana en un proceso llamado electrólisis de óxidos sólidos. Volará a Marte a bordo del rover Mars 2020

## Objetivo
El principal objetivo de este experimento es producir oxígeno en Marte, donde el dióxido de carbono presente en la atmósfera es del 96%. Los científicos grabaran la eficiencia de la tasa de producción de O2, y el monóxido de carbono y oxígeno resultante se ventilarán después de finalizadas las mediciones.
Para lograr este objetivo, el instrumento MOXIE tiene una meta de producir 22g de oxígeno (O2) por hora con >99,6% de pureza durante 50 soles (días marcianos). Es crucial que sea de alta pureza, ya que los futuros astronautas tendrán que respirarlo.
Funcionarios de la NASA dijeron que si MOXIE trabaja de manera eficiente, ellos aterrizarán en Marte con un generador 100 veces más grande, basado en el MOXIE, junto con un generador termoeléctrico de radioisótopos. En el transcurso de algunos años el generador abastecería el sistema, lo que produciría hasta dos kilogramos de oxígeno por hora, y llenar un depósito de oxígeno que podría ser utilizado cuando los astronautas lleguen en algún momento de la década del 2030. El oxígeno almacenado podría ser utilizado para soporte de vida, y también puede ser utilizado como oxidante propulsor de cohete para alimentar su viaje de regreso a la Tierra. El monóxido de carbono (CO), un subproducto de la reacción, también puede ser recogido y usado directamente como propelente o convertido a metano (CH4) para su uso como propelente.

## Antecedentes
El experimento MOXIE da continuidad a un experimento anterior, el Mars ISPP Precursor ("MIP"), que fue diseñado y construido para volar en la misión Mars Surveyor 2001 Lander. MIP se propuso demostrar en el In-Situ Propulsor Producción ("ISPP") a una escala de laboratorio usando electrólisis de dióxido de carbono para producir oxígeno en Marte. El experimento MIP se inactivo cuando la misión Lander 2001 fue cancelada tras el fracaso del Mars Polar Lander en 1998

## Principio
Una celda de electrólisis de óxido sólido funciona en el principio de que, a temperaturas elevadas, ciertos óxidos cerámicos, tales como la zirconia estabilizada con itria (YSZ) y ceria dopada, se convierten en iones de oxígeno (O−2) conductores. Un disco no poroso delgado de YSZ (electrólito sólido) se intercala entre dos electrodos porosos. Para la generación de oxígeno a partir de dióxido de carbono, CO2 difunde a través del electrodo poroso (cátodo) y llega a las proximidades de la frontera electrodo-electrolito. A través de una combinación de disociación térmica y electrocatálisis, un átomo de oxígeno se libera de la molécula CO2 y recoge dos electrones desde el cátodo para convertirse en un anion oxído (O2-). En las vías vacantes de iones óxido en la red cristalina del electrolito, el ion óxido es transportado a la interfaz electrolito-ánodo debido a la aplicada CC potencial. En esta interfaz el ion oxígeno transfiere su carga al ánodo, se combina con otro átomo de oxígeno para formar oxígeno (O2), y se difunde fuera del ánodo. A continuación se muestra la reacción neta:
2CO
2 {\displaystyle \longrightarrow } 2CO + O
2

## Demostración Tecnológica en Marte
La producción de oxígeno fue conseguida durante la mañana del 20 de abril de 2021 (o durante el Sol 60 en el Cráter Jezero). MOXIE generó 5.37 gramos de oxígeno en una hora, lo que es equivalente a lo que un astronauta necesitaría para respirar durante unos 10 minutos. La producción de oxígeno está limitada a 12gr/hr debido a restricciones energéticas. Esta cantidad es aproximadamente la que un árbol de gran tamaño produciría en la tierra.